# Max Vorwerg
Max Vorwerg (* 20. September 1903 in Sarau; † 26. Oktober 1975 in Berlin) war ein deutscher Filmarchitekt und Maler.

## Leben
Der jüngere Bruder des Filmarchitekten Wilhelm Vorwerg wurde zum Dekorationsmaler ausgebildet. In der Folgezeit wirkte er als Maler, erst im Frühjahr 1939 stieß Max Vorwerg als Szenenbildner-Anwärter zum Film. In dieser Funktion arbeitete er dem Kollegen Ernst H. Albrecht bei den Produktionen Alarm auf Station III (1939), Meine Tante – Deine Tante (1939) und Die unvollkommene Liebe (1940) zu. Im März 1940 rückte Vorwerg zum Hilfsarchitekten auf und wirkte u. a. an Zwischen Hamburg und Haiti (1940), Germanin (1942) und Familie Buchholz (1943).
Erst nach dem Zweiten Weltkrieg konnte Vorwerg auch als Chefarchitekt arbeiten. Meist ließ man ihn jedoch nicht eigenständig arbeiten, vielmehr musste er sich mit der Umsetzung von Entwürfen anderer Filmarchitekten begnügen, darunter erneut Albrecht sowie die erfahrenen Filmarchitekten Hermann Warm, Erich Kettelhut und Max’ Bruder Wilhelm.

## Filmografie
- 1947: Herzkönig
- 1952: Pension Schöller
- 1953: Maske in Blau
- 1953: Die Rose von Stambul
- 1953: Der Vetter aus Dingsda
- 1954: Ännchen von Tharau
- 1957: Banktresor 713
- 1961: Lebensborn
- 1961: Mein Mann, das Wirtschaftswunder
- 1963: Es war mir ein Vergnügen
- 1963: Piccadilly null Uhr zwölf
- 1964: Das Wirtshaus von Dartmoor
- 1967: Hugenberg – Gegen die Republik (TV)